# 三国商事
三国商事株式会社（みくにしょうじ、英: MIKUNI SHOJI CO., LTD.）は、東京都に本社を置く、各種絶縁材料・電子部品・鉄鋼及び電線等の販売を行う日本の商社である。

## 沿革
- 1941年（昭和16年）6月 - 三国電気株式会社を設立。
- 1951年（昭和26年）12月 - 三国株式会社と商号変更。
- 1955年（昭和30年）4月 - 三国商事株式会社と商号変更。
- 1962年（昭和37年）6月 - 東京証券取引所第2部に株式を上場。
- 1975年（昭和50年）4月 - 日立グループ、丸紅株式会社、東洋鋼鈑株式会社の傘下に入る。
- 1978年（昭和53年）7月 - 日本証券業協会店頭管理銘柄に指定となる。
- 1999年（平成11年）10月 - 日本証券業協会気配公表銘柄（グリーンシート銘柄）に指定となる。
- 2000年（平成12年）4月 - 三國（國際）有限公司を設立。
- 2001年（平成13年）12月 - 三国（上海）貿易有限公司（現：三国(上海)電器件有限公司）を設立。
- 2008年（平成20年）1月 - 三国永業（天津）国際貿易有限公司を設立。
- 2008年（平成20年）7月 - 三国シンガポールを設立。
- 2009年（平成21年）4月 - 三国貿易有限公司を設立。
- 2012年（平成24年）2月 - MIKUNI SHOJI(THAILAND)CO.,LTDを設立。
- 2017年（平成29年）10月 - みらい證券が運営する株主コミュニティに移行[4]。

## 事業所
- 本社・東京支店 - 東京都港区浜松町一丁目10番7号
- 大阪支店 - 大阪府大阪市北区中之島三丁目6番32号 ダイビル本館20階
  - 長野営業所 - 長野県諏訪市諏訪二丁目11番33号
  - 名古屋営業所 - 愛知県名古屋市中村区名駅五丁目28番1号 名駅イーストビル3階
- 日立支店 - 茨城県那珂市向山字笠松1229番5